# Calidris alba
El correlimos tridáctilo o playerito blanco (Calidris alba) es una especie de ave caradriforme de la familia Scolopacidae. Es una ave costera de distribución prácticamente cosmopolita.

## Comportamiento
Corre tras las olas arriba y abajo por la playa, capturando pequeños bivalvos, pulgas de mar y otros pequeños animales que son lanzados por el agua sobre la arena.

## Hábitat
Vive en la costa la mayor parte del año, salvo durante la breve estación de cría que pasa en la tundra de la región ártica. En general se le ve en bandadas, en ocasiones junto a otras aves limícolas.

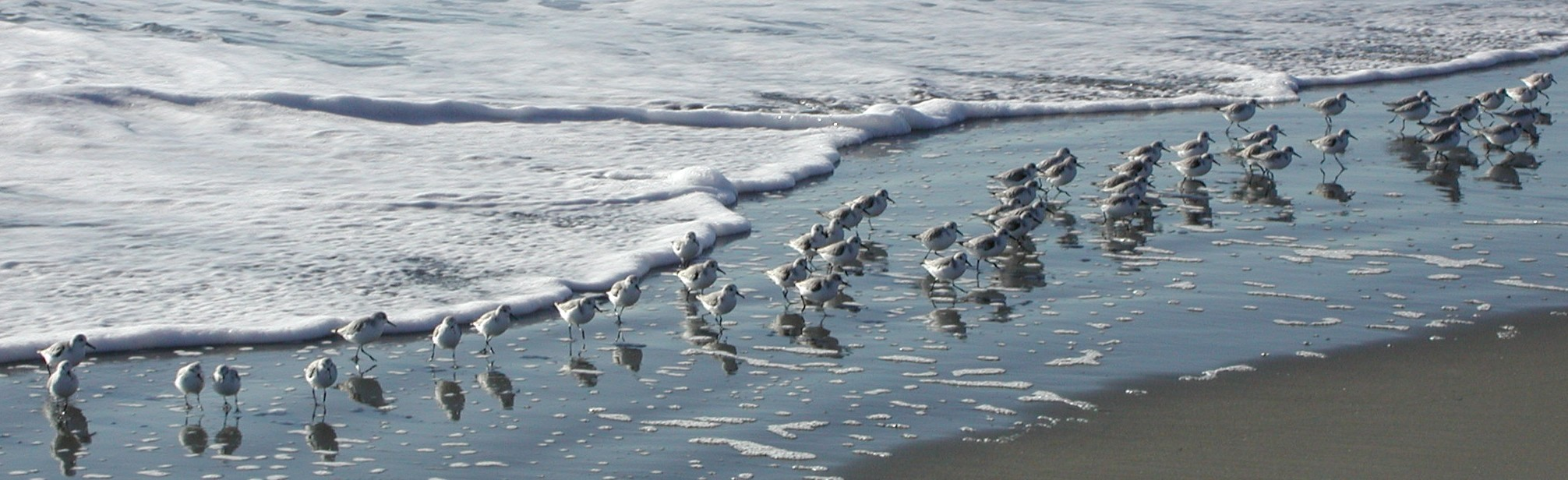
En Cabo Shoalwater, Tokeland, Washington; nov 2005.

## Subespecies
Se conocen las siguientes subespecies:
- Calidris alba alba (Pallas, 1764)
- Calidris alba rubida (Gmelin, 1789)